# Dávid Gríger
Dávid Gríger (* 28. listopadu 1994, Poprad) je slovenský lední hokejista nastupující na postu útočníka. V ročníku 2023/2024 nastupuje za celek Karlových Varů.
V roce 2012 hrál na mistrovství světa do 18 let v jedné formaci s Máriem Lunterem a Markem Daněm.
Většinu sezony 2012/13 odehrál za HK Poprad v nejvyšší slovenské soutěži. Vypadl ale ze slovenské mládežnické reprezentace, do které se vrátil o rok později po svém přestupu do Karlových Varů. Účastnil se pak Mistrovství světa juniorů v ledním hokeji 2014. V utkání proti Německu se blýskl jedním gólem a třemi dalšími asistencemi, dvakrát se trefil proti Kanadě. Krátce pak byl na třetím místě kanadského bodování šampionátu. Další branky už ale nepřidal a s 10 body za 3 góly a 7 přihrávek obsadil v tabulce produktivity turnaje šesté místo. Slovensko vypadlo ve čtvrtfinále po prohře se Švédskem 0:6.
V sezoně 2013/14 a 2014/15 se účastnil juniorské Mládežnické hokejové ligy za tým HC Energie Karlovy Vary. Úvod sezony 2014/15 Karlovarským vyšel a Gríger na tom měl velkou zásluhu, dostal se mezi nejproduktivnější hráče celé soutěže.
Po ukončení působení HC Energie Karlovy Vary v MHL odešel na hostování zpět do týmu HK Poprad.
2.4 2015 si David Gríger odbyl svojí premiéru ve Slovenském národním týmu proti Švédsku. Den poté si proti stejnému soupeři připsal první reprezentační gól.
V sezóně 2015/16 odešel na hostování do týmu HC Dukla Jihlava.
Na začátku května 2020 ukončil své angažmá v karlovarském klubu a stal se hráčem Bílých Tygrů Liberec. Vydržel zde dvě sezóny a po nich se vrátil zpět do Karlových Varů, kde podepsal smlouvu na tři roky.

## Statistiky
| Turnaj                | Z   | G  | A  | B   |
| --------------------- | --- | -- | -- | --- |
| Memoriál Ivana Hlinky | 4   | 0  | 1  | 1   |
| MHL                   | 73  | 39 | 27 | 66  |
| Slovenská liga        | 30  | 2  | 4  | 6   |
| HK Poprad do 18 let   | 104 | 62 | 89 | 151 |
| HK Poprad do 20 let   | 53  | 34 | 45 | 79  |
| MS juniorů divize 1   | 7   | 2  | 3  | 5   |
| MS do 17 let          | 5   | 0  | 0  | 0   |
| MS do 18 let          | 5   | 0  | 10 | 10  |
| MS juniorů            | 5   | 3  | 7  | 10  |